# يان-هندريك ماركس
يان-هندريك ماركس (بالألمانية: Jan-Hendrik Marx) هو لاعب كرة قدم ألماني في مركز ظهير ‏، ولد في 26 أبريل 1995 في باد زودن آن در تاونوس في ألمانيا. لعب مع كيكرز أوفنباخ.

## وصلات خارجية
- يان-هندريك ماركس على موقع قاعدة بيانات كرة القدم.إي يو (الإنجليزية)
- يان-هندريك ماركس على موقع عالم كرة القدم.نت (الإنجليزية)